# 이별의 왈츠
《이별의 왈츠》는 2003년 7월 11일에 MBC에서 방영한 베스트극장이다.

## 등장 인물

### 주요 인물
- 우희진 : 구민정 역 - 전직 야구선수, 현재 택시기사
- 지진희 : 신기태 역

### 그 외 인물
- 김철기 : 동석 역 - 민정의 출판사 선배
- 임승대
- 방양희
- 이영희
- 한춘일
- 남상훈